# Dupont (Indiana)
Dupont és una població dels Estats Units a l'estat d'Indiana. Segons el cens del 2000 tenia 392 habitants.

## Demografia
Segons el cens del 2000, Dupont tenia 392 habitants, 139 habitatges, i 97 famílies. La densitat de població era de 146,9 habitants/km².
Dels 139 habitatges en un 44,6% hi vivien nens de menys de 18 anys, en un 49,6% hi vivien parelles casades, en un 14,4% dones solteres, i en un 29,5% no eren unitats familiars. En el 22,3% dels habitatges hi vivien persones soles el 10,8% de les quals corresponia a persones de 65 anys o més que vivien soles. El nombre mitjà de persones vivint en cada habitatge era de 2,76 i el nombre mitjà de persones que vivien en cada família era de 3,23.
Per edats la població es repartia de la següent manera: un 33,9% tenia menys de 18 anys, un 8,2% entre 18 i 24, un 31,4% entre 25 i 44, un 16,6% de 45 a 60 i un 9,9% 65 anys o més.
L'edat mediana era de 31 anys. Per cada 100 dones de 18 o més anys hi havia 89,1 homes.
La renda mediana per habitatge era de 37.188$ i la renda mediana per família de 32.083$. Els homes tenien una renda mediana de 32.188$ mentre que les dones 23.333$. La renda per capita de la població era de 13.966$. Entorn del 16,8% de les famílies i el 19,3% de la població estaven per davall del llindar de pobresa.

## Poblacions més properes
El següent diagrama mostra les poblacions més properes.